# アクセシビリティ
アクセシビリティ（英: accessibility、略称: A11Y）とは、障害者が他の人と同じように物理的環境、輸送機関、情報通信及びその他の施設・サービスを利用できることをいう。
上記の定義は障害者権利条約に基づく。その第9条は、英文では"Accessibility"であり、外務省が提供する日本語訳では「施設及びサービス等の利用の容易さ」となっている。欧州アクセシビリティ法の定義もほぼ等しい。

## 建造物におけるアクセシビリティ
建物と、建物に至る経路において、高齢者や障害者を含む誰もが、支障なく利用できることあるいはその度合いをいう。建物は、建物に至る移動経路などの都市設計上の配慮がなされて初めて利用可能となることから、建物のみでなく建物利用に至る経路を含めてアクセシビリティに配慮することが望まれる。ただし、その過程で、セキュリティの低下を伴うことがあるため、状況によっては新たにバリアが設けられ、結局施設管理者による介助がなければ施設が利用できないような場合もでてくる（例えば、施設内に進入されることが望ましくない自転車などの軽車両やキックボードなどの遊具の通行を阻止するために車椅子用スロープに通行禁止用の柵が設けられ施錠されるなど）。高齢者、障害者等の移動等の円滑化の促進に関する法律（バリアフリー新法）も参照のこと。

### 歴史的建造物におけるアクセシビリティ
文化財や世界遺産などは公共性が高く、観光資源としても広く門戸が開かれているべきであるが、実際には保護の観点から木造建築の廊下や畳部屋では車椅子での進入が制限され、バリアフリーが実現できない場合も多い。国宝で世界遺産でもある姫路城では天守台へ至る道程は険しく、天守閣に登るためにリフトを設置することは文化財としては不可能である。紀伊山地の霊場と参詣道の熊野古道のような山道をバリアフリー化することも現実的ではない。
特に世界遺産に関しては、改修などを制限する真正性の取り決めがあり、ヨーロッパの世界遺産において、国際連合教育科学文化機関がアクセシビリティに関するあり方の協議を始めている。また、イギリス・カンタベリー大主教のジャスティン・ウェルビーは「信徒が礼拝に訪れる教会を含めた歴史的建造物において、その文化遺産としての保護よりもアクセシビリティの整備を優先すべき」とし、「障害者を含む全て人々の心が満たされることで保護の意識も高まる」と述べている。

## サービスにおけるアクセシビリティ
助成制度や補助制度などのサービスを、高齢者・障害者を含む誰もが、支障なく利用できることあるいはその度合いをいう。サービスは、利用による便益が、これを享受するための手間を凌駕してこそ利用価値があることから、サービス利用による便益享受に至るまでがアクセシビリティの評価対象となる。

## ウェブページにおけるアクセシビリティ
ウェブページにおけるアクセシビリティとは、障害をもつ人が利用できるようにウェブページが設計・開発されていることを意味する。
またウェブではコンピュータが情報を判別できることも重要である。検索サイトを作るためのクローラによって効率的に解読されたり、ソフトウェアが情報を判別するのに役に立つ。
ウェブページには、閲覧するためのウェブブラウザを指定したり、解像度を指定したデザイン、Macromedia Flashのような技術を使用したものがあるが、代替の情報を加えることによって異なる環境でも情報を取得することができる。障害者用のソフトウェアは、ウェブページの情報を音声や点字によって出力するが、代替情報がない場合に情報が取得できない場合がある。
総務省によれば、障害者のインターネット利用状況は、「利用している」53.0%、「利用していない」46.9%である。障害種別にみると、視覚障害、聴覚障害、肢体不自由では「利用している」がそれぞれ91.7%、93.4%、82.7%、知的障害では、「利用していない」53.0%である。
アクセシビリティに配慮するためのリニューアルの費用を抑えるため、不自由のある人の使用性を高めるプラグインやASPサービスも普及している。HTMLレベルでのアクセシビリティの実装に膨大な費用が掛かる場合、暫定的な方法となりえる。
ウェブに関する主要な国際機関であるWorld Wide Web Consortium (W3C) により、ウェブ・コンテンツ・アクセシビリティ・ガイドライン (WCAG) が策定されている。2023年にバージョン2.2(WCAG 2.2)が、2018年にバージョン2.1(WCAG 2.1)が、1999年にバージョン1.0 (WCAG 1.0) が、2008年にバージョン2.0 (WCAG 2.0) が策定されている。WCAG 2.0は、2012年10月に国際標準化機構 (ISO) と国際電気標準会議 (IEC) の技術標準の「ISO/IEC 40500:2012」となっている。

### 日本工業規格のウェブアクセシビリティ

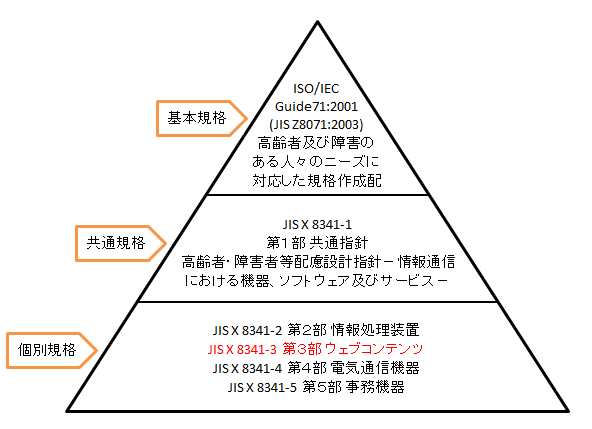
日本工業規格の「高齢者・障害者等配慮設計指針－情報通信における機器，ソフトウェア及びサービス」の規格は、基本規格、共通規格、個別規格の3層構造である。ウェブコンテンツは個別規格の第3部である

日本では日本工業規格 (JIS) により規格化されている。2004年6月20日にJIS X 8341-3が公表された。
- X 8341-3：高齢者・障害者等配慮設計指針—情報通信における機器、ソフトウェア及びサービス—第3部：ウェブコンテンツ

これは一般的にWebコンテンツJISと呼ばれる。JIS X 8341-3:2004は国内外の既存ガイドラインなどを参考に、日本語特有と思われる事項も網羅した独自の指針で制定された。
ここでいうウェブコンテンツとは、ウェブブラウザ、支援技術などのユーザエージェントによって利用者に伝達されるあらゆる情報及び感覚的な体験を指す。日本工業規格の情報処理部門が、主に高齢者、障害のある人および一時的な障害のある人に対して、ウェブコンテンツを知覚し、理解し、操作できるようにするためにウェブコンテンツを、制作し検証するために配慮すべき事項を指針として明示したものである。
2008年にWCAG 2.0が勧告されたことを受け、WCAG 2.0を包含する形で2010年8月20日にJIS X 8341-3:2010として改正された。改正前と同様に、知覚可能性、操作可能性、理解可能性、堅牢性の4つの原則に整理され、61個の基準が示されている。またプロセス（企画、設計〜運用まで）および試験方法を独自に追加している。
2012年10月にWCAG 2.0が国際規格「ISO/IEC 40500:2012」として制定されたことを受け、国際規格の一致規格とする形で2016年3月22日にJIS X 8341-3:2016として改正された。独自の表現としていた訳語を2016年の改正ではWCAG 2.0に忠実に合わせる（あえて原文の分かりにくさも尊重する）ことや、2010年版で独自に追加した要求事項を附属書として追加することが行われた。
2023年以降、WCAG 2.2が勧告されることに併せて国際規格および日本工業規格が改正される予定となっている。
JISへの準拠は基本的に任意であるが、工業標準化法の第67条では「国及び地方公共団体は、鉱工業に関する技術上の基準を定めるとき、その買い入れる鉱工業品に関する仕様を定めるとき（中略）日本工業規格を尊重してこれをしなければならない」とあり、尊重義務が発生する。

## ウェブアクセシビリティが実現してゆくこと
言語障害など、視力、聴力、発声といったコミュニケーション上の障害や、運動障害による情報格差を軽減する。これまでになかった多様なコミュニケーションが可能となりえる。
アクセシビリティを向上させることで機能が低下することにも注意が必要である。システムの即応性や、多機能化が必要な場合に、同等の代替手段としてアクセシビリティにも考慮される。特に、人命に関わる情報提供などで議論されてきている。
ウェブサイトから公的な情報を的確に取得できるようになる。これにより技術の発展によって他者の介助に依存することなく、情報の取得と発信の可能性を拡げることが期待される。
視覚障害：失視
スクリーンリーダーあるいは音声ブラウザと呼ばれるソフトウェアを用いる。音声認識や合成音声による音訳への対応が課題となる。なお、印刷物に対して光学文字認識(OCR)を行い音声化する方法では、枠線などで読めない場合が多い。
視力障害：重度弱視
重度弱視（ロービジョン）では、文字拡大の手段と、場合により音声の手段とを使い分けることが多い。コンピュータ上では画面をルーペで拡大する場合と、ソフトウェアで拡大する場合がある。文字の大きさが小さいと特に読みづらさが増すので、大きめに設計してほしいという当事者もいる。なお、印刷物では拡大読書器などモニターに拡大表示を行う装置が存在する。
音声による手段については、失視と同様である。
聴覚障害
電話の使用が不自由なため、文字が扱えればハンディは軽減される。問い合わせ先には、キー入力が未学習の人を対象としてファクシミリ番号の掲載があると望ましい。
上肢運動障害
ウェブページ上で操作上の工夫があれば、スイッチやリンクからの閲覧や移動が可能である。
盲聾
全盲聾（ぜんもうろう）では、点字ディスプレーは優れているが高価すぎ、また文字数などレスポンスは良いとはいえない。

### 望まれる方法
- 画像への代替テキスト。（<img alt="画像が見えない場合の説明" />）

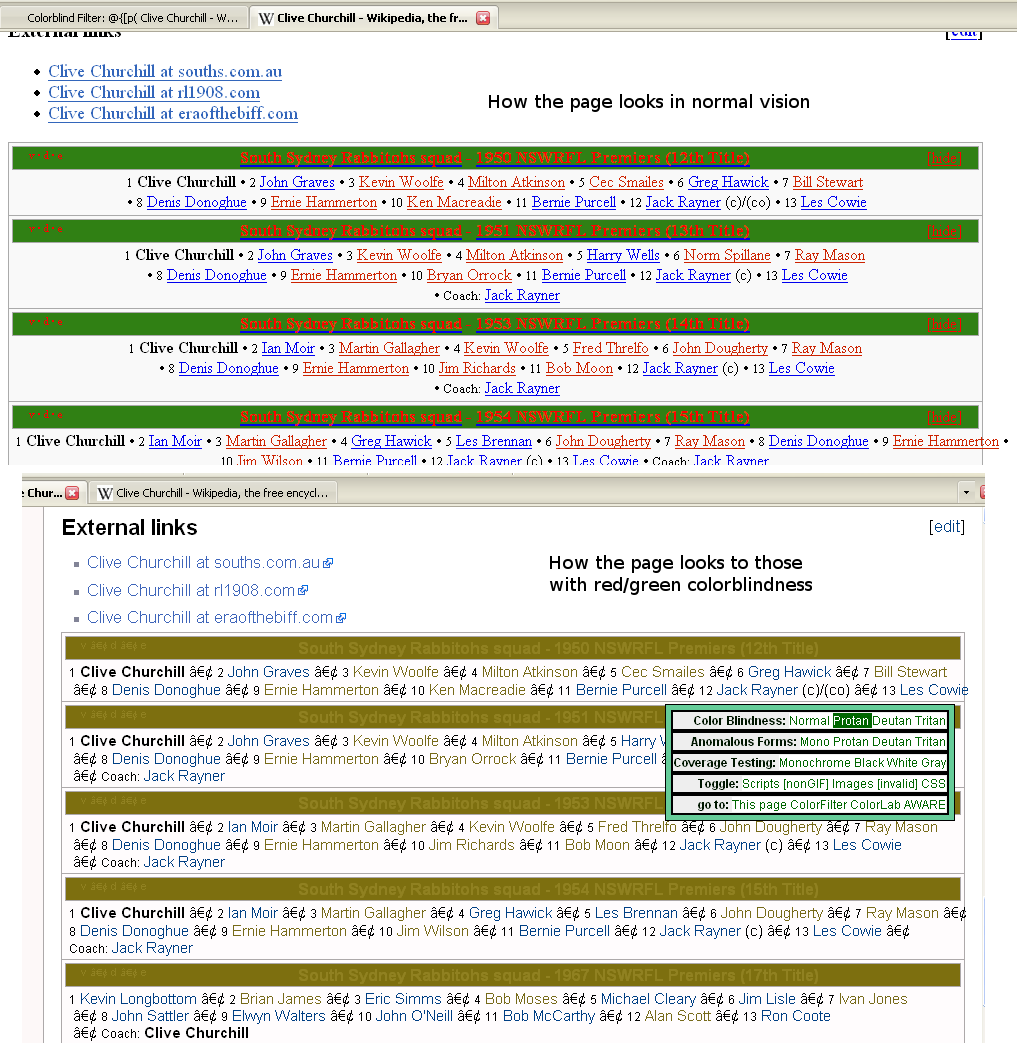
赤緑色覚異常が視認性にどう影響するかを示しているスクリーンショット

- 重複する表記の省略：重複する表記の記述を可能な限り減らすように配慮する。またタイトルやメニューの一覧などは、スクリーンリーダーや音声認識などを用いてジャンプする（<a href="#mainText">本文へジャンプ</a>・・タイトル・メニュー・・・<a id="mainText">本文</a>））。
- リンクの範囲を大きく（ tabindex や、アクセスキーの使用）
- 文字サイズの可変性：文字の大きさを特殊なソフトを使用しなくても拡大できる。文字の大きさを絶対サイズではなく、相対サイズで定義すれば、汎用ブラウザで拡大ができる。
- スタイルシートの解除や、ユーザスタイルシートに対応した属性の定義。
- 色覚異常（第一、第二、第三、全色盲）への配慮を可能な限りする。赤・緑・黄・水色などにウェブデザイナーが注意する。

### 課題
アクセシビリティというカタカナの訳語自体が理解されにくいのではないかという指摘もある。「アクセシビリティ対応」などと書いていても、万人が理解しやすいとはいえない点も考慮する必要がある。
明確な基準がない中で、十分なアクセシビリティを確保していなくても「アクセシビリティに配慮した」という表現を行うケースもある。実情に即した対応を行うには、知識だけのアクセシビリティではなく、障害当事者を交えて改善（フィードバック）を行っていく必要がある。
HTML、CSSなどのコーディング規格は、英語圏を中心に標準化されており、日本語の表現をそのままコーディングできない現状もある。

## オフィス文書のアクセシビリティ
ウェブページ以外にも、Microsoft Officeなどによって作成されたOOXML文書、LibreOfficeなどによって作成されたODF文書、それらを変換して作成されたPDF文書が大量に存在する。これらがアクセシブルであることは重要である。
OOXMLについては、ISO/IEC 29500-1のAnnex Jに、アクセシビリティのためのベストプラクティスが示されている。そこでは、実装も、文書作成者も、アクセシビリティを達成するための努力が求められている。
ODFについては、ODF 1.3 Part 3のAppendix Dに、アクセシビリティガイドラインが示されている。
PDFについては、JIS X 8341-3:2016に、アクセシビリティのための要件が示されている。ナビゲーションができることは要件の一つであるが、そうしたPDFを作ることは困難なことがある。